# 石橋博良
石橋 博良（いしばし ひろよし、1947年〈昭和22年〉1月5日 - 2010年〈平成22年〉5月22日）は、日本の実業家。株式会社ウェザーニューズの創業者で元代表取締役社長および代表取締役会長。一般財団法人WNI気象文化創造センター元代表理事。

## 来歴
- 1947年（昭和22年） - 千葉県生まれ。
- 1969年（昭和44年）3月 - 北九州大学外国語学部英米学科卒業。
- 1969年（昭和44年）4月 - 安宅産業（現:伊藤忠商事）入社、木材建材本部米材部配属。
- 1970年（昭和45年）1月31日 - 昭和45年1月低気圧（爆弾低気圧）により、石橋が小名浜（福島県いわき市）に向かわせた「空光丸」が沈没。乗組員15人死亡（後述）。
- 1973年（昭和48年）1月 - 米国に本部をもつ「オーシャンルーツ」日本支社に転職。
- 1974年（昭和49年）11月 - オーシャンルーツ日本支社専務取締役。
- 1976年（昭和51年）8月 - オーシャンルーツ日本支社長に就任。
- 1980年（昭和55年）12月 - オーシャンルーツ米国本社国際マーケティング及び商品開発担当副社長就任（-1982年）。
- 1986年（昭和61年）6月 - オーシャンルーツから陸上・航空部門を1億8,000万円で買い取る、当時としては珍しいMBO方式で株式会社ウェザーニューズ設立、同社代表取締役社長。
- 1993年（平成5年）10月 - 親会社であるオーシャンルーツを買収。
- 1994年（平成6年） - ニュービジネス大賞受賞。
- 1999年（平成11年）8月- 株式会社ウェザーニューズ代表取締役会長兼社長。
- 2006年（平成18年）9月 - 株式会社ウェザーニューズ代表取締役会長。
- 2009年（平成21年）12月1日 - 一般財団法人WNI 気象文化創造センター設立。代表理事[2]。
- 2010年（平成22年）5月22日 - 十二指腸乳頭部がんのため、千葉県内の病院で死去（享年63）[3][4]。
- 2010年（平成22年）7月13日 - 「船出の会」を千葉県船橋市のSHIRASE艦上にて実施[4]。

この節の特に明記のない出典は及び、、を参照のこと。

## 人物
石橋が安宅産業勤務時代、用船の担当者であった。1970年（昭和45年）1月、当時5,000本もの丸太を積んだ15,000トンの船を担当していた石橋の元へ、寄港予定先の大阪港が荷役の船で混雑しているとの情報が届いた。入港数日前であったため、このままにしておくと、10日間待たなければいけないという。更に2,000万円近くの滞船料が発生し、莫大なロスが発生するため、石橋は「空光丸」に行き先を福島県いわき市の小名浜港へ変更するように指示。このとき小名浜港では1日待つだけで荷役が開始でき、しかも、空光丸は迂回料を払わなくても済む地点を航行していた。
しかし、1970年（昭和45年）1月31日空光丸が小名浜港に到着した直後、南岸を北東に向かっていた低気圧が急速に発達。小名浜港の外に停泊していた空光丸は錨を下ろしていたにもかかわらず、巨大な波の力で防波堤にたたきつけられ、1月31日6時に沈没した。船長は天候の急変を予想しておらず、一足先に上陸しており助かったが、荒れ狂う海に飛び込んで陸地に向かった乗組員のうち15人が亡くなった。
この低気圧は、全国で死者と行方不明者併せて25人、家屋の被害5,000棟以上、船舶の被害293隻にのぼり、当時「台湾坊主」と呼ばれ、気象庁が後に「昭和45年1月低気圧」と命名した爆弾低気圧で、当時は爆弾低気圧を予測する事が技術的に難しく、更に海上気象提供サービスですら、存在していなかった事がこの事故の原因であった。
- 「どうして低気圧がこんなに発達することが予測できないのか、それが不思議だった。せめて危険を回避する情報提供サービスがあればいいのに、それもない。天気予報はサービスになっていない。」
- 「それは、対価を払ってでも受けたいサービスになるだろう。ならば、やる意義があるんじゃないか」

と考え、オーシャンルーツに飛び込んでいった。それが後のウェザーニューズとなった。
- ウェザーニューズ会長室には「ウェザーニューズの原点となった事故を決して忘れないために」当時の新聞（朝日新聞 夕刊 1970年（昭和45年）1月31日付）を掲示してある[9]。

この節の特に明記のない出典は及びを参照のこと。

## 著書
- 『世界最大の気象情報会社になった日』講談社、1995年8月。ISBN 978-4-062-074261。
- 『世界最大の気象情報会社になった日 新版』講談社、2000年6月。ISBN 978-4-062-102919。
- 『金の天気予報銀の天気予報』講談社出版サービスセンター、2006年10月。ISBN 978-4-876-017645。

## エピソード
- ウェザーニューズが放送していた「SOLiVE24」には、数回の出演経験がある。その中で、「バシ」こと実子の石橋知博（取締役（当時））と親子共演することがあった。2010年5月2日の「SHIRASE」オープニングセレモニーでのスピーチ（生放送）が、最後の出演となった。ウェザーニューズのYouTube公式チャンネルで見ることができる（SHIRASEオープニングセレモニー中のスピーチ。9秒頃～出演）[11]。なお、司会が「代表取締役副会長」と言っているが、これは「代表取締役会長」の誤りである。
- ウェザーニューズから退職金は支払われていないし、退職金が支払われる予定もない。退職金に関しては、株主総会での株主からの質問に対し、「自己管理の文化を大切にしてきた石橋に対して退職金を支払うということは考えていない。」としている[12]。